# Kottelats Silberflossenblatt
Kottelats Silberflossenblatt (Monodactylus kottelati) ist eine Fischart aus der Familie der Flossenblätter (Monodactylidae), die im nördlichen Indischen Ozean vorkommt. Bekannt ist die Art bisher aus dem Gebiet der Lakkadiven und von Sri Lanka sowie aus der Chilika-Brackwasserlagune an der Küste des indischen Bundesstaates Odisha. Jungfische, die bei Medan an der Küste der indonesischen Insel Sumatra gefangen wurden, könnten ebenfalls zu Monodactylus kottelati gehören. Die Art wurde 1991 beschrieben und nach Maurice Kottelat benannt, einem Schweizer Ichthyologen.

## Merkmale
Kottelats Silberflossenblatt hat einen seitlich stark abgeflachten, ovalen, mit Rücken- und Afterflosse rautenförmigen Körper. Die Körperhöhe (ohne Flossen) entspricht etwa 95 % der Standardlänge. Die bisher untersuchten Exemplare waren 8 bis 10 cm lang, die Art könnte jedoch wesentlich größer werden. Der Körper und die unpaaren Flossen sind von kleinen, sich leicht ablösenden Schuppen bedeckt. Die Augen sind mittelgroß, ihr Durchmesser ist größer als die Länge der „Schnauze“ (bei Fischen der Abstand vom vorderen Augenrand zur Maulspitze). Das kurze, schräg stehende Maul ist mit kleinen, konischen Zähnen besetzt, die in Bändern angeordnet sind.
- Flossenformel: Dorsale VIII/28–30, Anale III/28–30.Petorale 17, Ventrale I/5.
- Schuppenformel: SL 68.
- Kiemenrechen 25.

Die hinteren über bzw. unter der Körpermitte sitzenden Weichstrahlen von Rücken- und Afterflosse sind stark verlängert, die Strahlen der Afterflosse noch mehr als die der Rückenflosse. Die Schwanzflosse schließt gerade ab oder ist leicht eingebuchtet. Bauchflossen sind nur noch rudimentär oder bei adulten Exemplaren überhaupt nicht mehr vorhanden. Die Brustflossen sind klein. Kottelats Silberflossenblatt ist silbrig gefärbt mit rußigen bis schwärzlichen Spitzen von Rücken- und Afterflosse. Auch der hintere Rand der Afterflosse ist dunkel. Die Schwanzflossenbasis ist weißlich, ihr hinterer Rand ist hellgelb. Jungfische zeigen auf jeder Körperseite zusätzlich zwei senkrechte schwarze Streifen, einen der durch das Auge führt und einen zweiten vor der Brustflossenbasis.
Verglichen mit dem Silberflossenblatt (Monodactylus argenteus) hat Kottelats Silberflossenblatt einen höheren Körper und der Hinterrand von Rücken- und Afterflosse ist annähernd gerade, während er bei Monodactylus argenteus deutlich konkav ist.
Kottelats Silberflossenblatt lebt küstennah im Meer, sowie im Brackwasser von Flussmündungen und Lagunen, normalerweise in Tiefen unterhalb von 5 Metern. Ob die Fische auch Süßwasser vertragen, ist nicht bekannt. Kottelats Silberflossenblatt lebt meist in Schwärmen und hält sich oft zwischen versunkenen Bäumen auf.